# Battaglia di Amblève
La battaglia di Amblève si svolse nel 716 e vide la vittoria di Carlo Martello, maggiordomo di Austrasia, sui Neustriani, guidati da Ragenfrido e Chilperico II e sui Frisi, guidati dal re Redboldo.
Dopo essersi riorganizzato sui monti Eifel, Carlo attaccò gli eserciti di Neustria e Frisia che rientravano in patria trionfanti, dopo la vittoria di Colonia. Sul fiume Amblève, nei pressi di Liegi, egli mise in pratica per la prima volta la tattica della Finta ritirata, che consisteva nel far credere all'avversario di cedere al centro dello schieramento, farsi inseguire sino ad un punto preparato per la difesa, attestarsi e chiudere il nemico sui fianchi. Secondo gli Annali di Metz inflisse perdite sostanziali ai nemici.
Con questa vittoria Carlo Martello recuperò buona parte del bottino che l'esercito neustriano aveva raccolto dopo la vittoria di Colonia. Carlo rientrò a Colonia, prese sotto la sua tutela il nipote Teodoaldo (il quale sembra che godette della protezione dello zio finché questi visse), mentre la matrigna Plectrude entrò in convento e dopo pochi mesi morì.
La Finta ritirata è una tattica abbastanza impegnativa e richiede da parte di chi la applica un buon coordinamento e grande disciplina ed anche grande capacità degli ufficiali addetti ad applicarla.